# Gorge Ivànov
Gorge Ivànov (en macedoni: Ѓорге Иванов; Valandovo, 2 de maig de 1960) és el president de Macedònia des del 12 de maig del 2009.